# Heinrich Weyer
Heinrich Weyer (* 3. Juli 1928 in Marburg; † 8. September 1993 in Bonn) war ein Jurist, Berliner Senatsdirektor und Landesbeauftragter für den Datenschutz. Er war verheiratet mit Margot Weyer, einer international anerkannten Spezialistin und Buchautorin über Adoptionen von Kindern aus Thailand, Nepal und Kambodscha. Mit ihr arbeitete er ehrenamtlich im Adoptionsreferat von terre des hommes und gründete mit ihr und anderen 1987 die staatlich anerkannte Adoptionsvermittlungsstelle „Eltern für Kinder“. Er war Sohn des Siegerländer Heimatforschers und Pädagogen Wilhelm Weyer.
Im Juli 1947 legte Weyer die erste Prüfung für das Lehramt an Volksschulen ab. 1948–1952 studierte er Jura an der Georg-August-Universität Göttingen. Anschließend hielt er sich zu Studienzwecken von 1953 bis 1955 im Rahmen eines Fulbright-Austauschprogramms in den Minneapolis/Minnesota (USA) auf. Er hatte dort Gelegenheit zu drei Monaten praktischer Ausbildung bei der Tenth U.S. Civil Service Region in Denver, Colorado. Er schloss die Zeit mit einem Master of Arts in Public Administration ab. Ab 1956 war er als Referendar beim Oberlandesgericht Hamm tätig. Im gleichen Jahr schloss er seine Dissertation über das „Verordnungsrecht der Exekutive als Gewaltenproblem“ bei Rudolf Smend ab.
1960–1963 Bundeskartellamt;
1963–1969 Senatsverwaltung für Finanzen des Landes Berlin;
1969–1970 Bundesministerium des Innern (Persönlicher Referent von Innenminister Hans-Dietrich Genscher);
1970–1979 Senatsdirektor der Senatsverwaltung für Bundesangelegenheiten des Landes Berlin.
Vom 5. November 1979 bis 4. September 1987 war Heinrich Weyer der erste Landesdatenschutzbeauftragte in Nordrhein-Westfalen.

## Veröffentlichungen

### Selbständige Veröffentlichungen
- Das Verordnungsrecht der Exekutive als Gewaltenproblem, Marburg 1956
- Datenschutzgesetz NRW. Kommentar, Essen 1988

### Herausgeberschaft
- Organisation und Technik der Datensicherung. Empfehlungen aus der Kontrollpraxis (zusammen mit Paul Stefan Pütter), Frechen 1983
- Die ersten acht Tätigkeitsberichte 1979-1987 als Datenschutzbeauftragter von Nordrhein-Westfalen

| Personendaten    | Personendaten                                               |
| ---------------- | ----------------------------------------------------------- |
| NAME             | Weyer, Heinrich                                             |
| KURZBESCHREIBUNG | deutscher Jurist, Berliner Senatsdirektor und Datenschützer |
| GEBURTSDATUM     | 3. Juli 1928                                                |
| GEBURTSORT       | Marburg                                                     |
| STERBEDATUM      | 8. September 1993                                           |
| STERBEORT        | Bonn                                                        |